# Sin pogubljenja (TV drama)
Sin pogubljenja je slovenska zgodovinska TV drama iz leta 1983, posneta po istoimenski noveli Ivana Preglja ob stoletnici njegovega rojstva. 
Dogaja se spomladi 1550 pod streho revne tolminske družine, kamor se zatečejo mladi pisar, idrijski vikar in luteranec, ki se vrača iz Padove. Med vikarjem in luterancem se odvije dialog.

## Produkcija
Urednik Saša Vuga jo je poimenoval za mali ekran adaptirana baladila, v kateri najdeš med drugim tudi tolminskost in pogansko mistiko, režiser Mirč Kragelj pa teološki disput med dvema osebama.
Posneli so jo v dvanajstih dneh. Tri dni so snemali na Tolminskem, med drugim v vaseh Trnovo in Volče ter v dolini Idrijce, preostali čas pa v studiu.

## Kritike
Vesne Marinčič (Delo) film ni navdušil. Menila je, da Vuga pretirava s poudarjanjem njegove pomembnosti ter da se spreneveda tisti, ki zatrjuje, da lahko dialog iz 16. stoletja, napisan leta 1931, nudi doživetje še dandanes. Za Kuntnerja je napisala, da ima mračno čelo in prazen pogled. Na koncu je dramo označila za korektno delo, ki bi bilo še mnogo pristnejše, če bi se odreklo zelo motečih prizorov umiranja zavrženega človeka, posnetih v benhurovski scenografiji interjera, ki je po njenem še posebno v primerjavi z deročo Sočo in zvonikom pri Svetem Urhu v nebo vpijoč scenografski in dramaturški spodrsljaj.

## Zasedba
- Zlatko Šugman: vikar
- Tone Kuntner: luteranec
- Zvone Hribar
- Silva Čušin
- Jožica Avbelj
- Marko Okorn

## Ekipa
- fotografija: Rado Likon
- scenografija: Seta Mušič
- kostumografija: Marija Kobi